# Konstantin von Ritter zu Groenesteyn
Konstantin Philipp Anton Nepomuk Freiherr von Ritter zu Groenesteyn (* 10. Juli 1777 in Mainz; † 14. Dezember 1855 in Rüdesheim am Rhein 
) war ein deutscher Jurist, Domherr und Mitglied der Ersten Kammer der Landstände des Herzogtums Nassau.

## Leben

### Herkunft und Familie
Konstantin von Ritter zu Groenesteyn entstammte der Ritterfamilie de Ridder van Groenesteyn, die Mitte des 13. Jahrhunderts im Hochstift Utrecht urkundlich erwähnt wird. Stefan von Ritter zu Groenesteyn († 1657, eingedeutschter Name, Großvater des kurmainzischen Hofmarschalls Anselm Franz von Ritter zu Groenesteyn) kam über die Heirat mit Ursula Freiin von Schwalbach zu zahlreichen Besitztümern in Kurmainz, wurde Mitglied der rheinischen Ritterschaft und 1653 in den Reichsfreiherrenstand erhoben.
Konstantin war der Sohn des Mainzer Hofrats und Vizedom Carl Adolf Freiherr von Ritter zu Grünstein (1728–1792) und dessen Gemahlin Marianne Philippina von Pölnitz (1744–1804) geboren.
Damian von Ritter zu Grünstein war sein Großvater. Konstantins Bruder Friedrich war ebenfalls Abgeordneter der Landstände des Herzogtums Nassau.
Am 6. Mai 1810 heiratete er in Bamberg Maria Anna Franziska Freiin von Wiesenthau (1775–1827).
Nach deren Tod heiratete er am 26. Juni 1832 in Rüdesheim Louise Freiin von Welden (1805–1862), Tochter des Constantin Ludwig von Welden und der Josepha Magdalena Franziska Walburgis Freiin von Ritter zu Groenesteyn, Tochter des kurmainzischen Kämmerers Carl von Ritter zu Grünstein.

### Werdegang und Wirken
1787 erhielt er eine Dompräbende und war Domherr im Domstift Worms. Seine Weihe zum Subdiakon fiel in das Jahr 1790. 1801 fand er Aufnahme im Domkapitel Bamberg, wo er zum fürstbischöflich-würzburgischen Hof- und Regierungsrat ernannt wurde.
Er absolvierte ein juristisches Studium, wurde 1812 Oberappellationsgerichtsrat am Oberappellationsgericht Diez und kam 1815 in gleicher Funktion zum Oberappellationsgericht Wiesbaden. Im Jahr darauf erhielt er die Ernennung zum Rechnungskammerpräsident und war damit Mitglied des Staatsrates in Nassau. 1817 wurde er auf eigenen Wunsch in den Ruhestand versetzt. Er beschäftigte sich mit der Verwaltung seiner Güter.
Von 1818 bis 1819 war er als Vertreter des Erzherzogs Joseph von Österreich und 1847 als Vertreter der Gräfin von Giech in dem Parlament.
1848 wurde er als Nachfolger des August von Kruse gewählter Abgeordneter der Ersten Kammer (Herrenbank) der Landstände des Herzogtums Nassau.